# Cal Fontana (el Vendrell)
Cal Fontana és una obra del municipi del Vendrell inclosa en l'Inventari del Patrimoni Arquitectònic de Catalunya.

## Descripció
Casa de tres plantes. Als baixos es troben dues grans portalades d'arc carpanell, una de les quals menava abans a l'horta que avui és un pàrquing. També hi ha unes de les pilastres adossades amb capitells de fulles d'acant, i dues mènsules que sostenen una gran balconada de pedra amb barana de motius gòtics. Les portes balconeres laterals tenen un trencaaigües, la del centre és recoberta per una tribuna composta per quatre columnes estriades de poc diàmetre amb capitells de fulles d'acant que sostenen uns arcs d'ogiva amb òcul. A sobre es troba una franja de calats gòtics i una cornisa de la qual arranca la barana de la tribuna de la segona planta, les obertures de la qual presenten una sèrie d'arcs conopials amb l'interior trilobat. La façana és rematada per arcs d'ogiva cecs, una cornisa, una barana de motius gòtics i uns pinacles.

## Història
La casa fou edificada als voltants de 1870-80, per un antic batlle d'El Vendrell, sr. Ramon Fontana. És d'estil neogòtic i encara avui dia pertany a la mateixa família.